# Kino (Messe)
Die Kino ist eine jährlich in Baden-Baden stattfindende Messe der deutschen Kinobranche. Sie besteht aus einem Kino-Kongress und einer Fachmesse und gilt als größte nationale Veranstaltung der Kino-Industrie in Deutschland. Die Gründung erfolgte 1971. Verantwortlich für die Durchführung und Organisation der Messe ist der Veranstalter Forum Film Mediengesellschaft mbH.
2013 waren im Kongresshaus Baden-Baden auf 1.613 m² insgesamt 90 Aussteller vertreten, davon kamen 10 aus dem Ausland. Inklusive der Aussteller, Kinobetreiber, Ehrengäste, Verleiher, Referenten und Pressevertreter nahmen 1.784 Personen teil.